# Mickey Poche
Mickey Poche était un magazine français mensuel regroupant des bandes dessinées Disney.